# Abad (Azerbaigian)
Abad è un comune dell'Azerbaigian situato nel distretto di Ağdaş. Conta una popolazione di 1 716 abitanti.